# ヒューズ

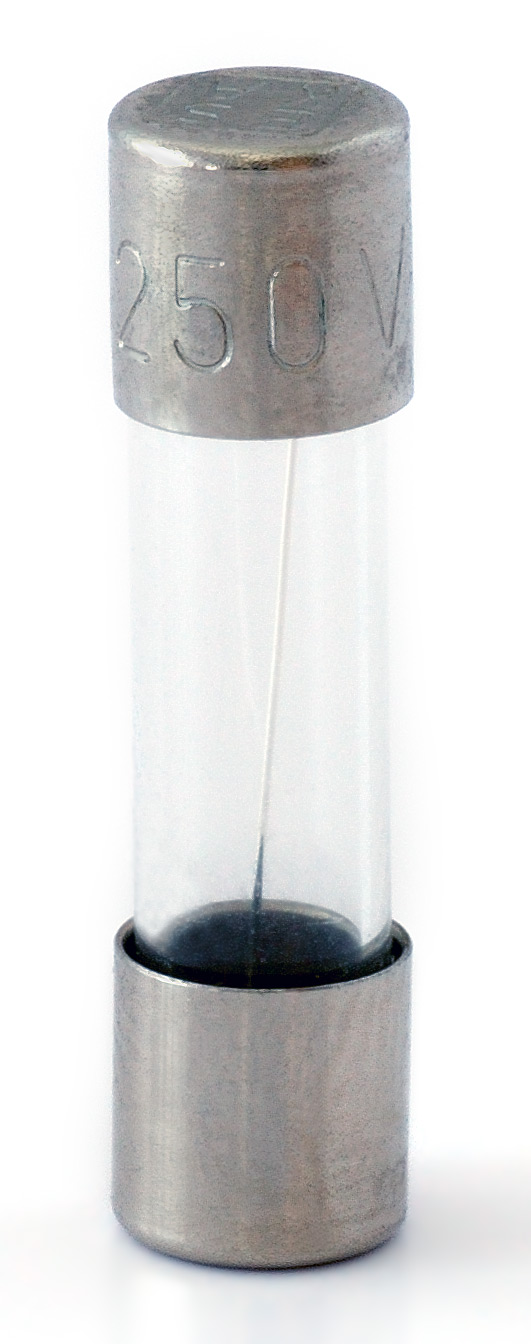
ガラス管入りヒューズ

ヒューズ（英：fuse）は、定格以上の大電流から電気回路を保護、あるいは加熱や発火といった電気火災事故を防止する電気・電子部品である。電気回路内に置かれ、普段は導体として振る舞う。しかし何らかの異常によって電気回路に定格以上の電流が流れると、ジュール熱により内蔵する合金部品が溶断（ようだん）し、回路を開くことにより回路を保護する。

## 概説
ヒューズのうち、特に電力回路や電力機器で利用するものを電力ヒューズ（でんりょくヒューズ）という。
ヒューズは溶断する電流の大きさにより、導体部分の大きさ・太さ・構成成分が異なる。導体部分は露出もしくは容器に収められている。容器に収める場合は導体の状態を確認できるよう、容器を透明なものとしたり、表示器を設けるなどする。
ヒューズが溶断することを日本語圏では一般に「ヒューズが切れる」又は「ヒューズが飛ぶ」と言う。回路を焼き切って作動するという性質上、使い捨てであり、一度動作したヒューズを再び使用することはできない。
電熱を利用する機器（ドライヤー、コタツなど）では、設定以上の温度に達すると自動的に通電を遮断する温度ヒューズが設置されている場合が多い。
一般的に、ヒューズが切れた場合はヒューズを交換することで復旧するため、ラグ端子やソケットなど交換しやすい構造となっている。近年の小型化した電子機器では、ヒューズが半田付けされていたり、表面実装型の薄膜ヒューズのように、作動した後の復旧を想定しない実装も存在するが、これらは電気回路を保護するよりむしろ、大電流によって機器が加熱、発火するなどの事故を防ぐために用いられる。

## 電力ヒューズ

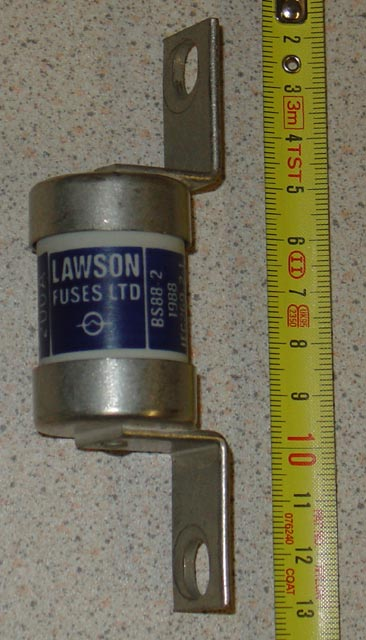
200A 電力ヒューズ

電力ヒューズ（でんりょくヒューズ）は、高圧以上の電力回路の短絡電流の遮断を行う電力機器である。

### 定格
- 定格遮断電流
- 定格最小遮断電流
- 最小溶断電流

### 電力ヒューズの分類
- 限流ヒューズ (current-limiting fuse)
  - 高圧回路、及び機器の短絡電流遮断に用いられる。アーク電圧を高めることによって短絡電流を限流抑制し、遮断を行う方式のヒューズ。短絡電流が抑制されるため全遮断時間が短い特徴がある。遮断時にアークや溶粒が飛散しない。
  - 短絡電流を限流するので直列機器の熱的、機械的強度を軽減することができる。したがって非限流ヒューズや交流遮断器に比べ非常に経済的な回路構成が行える。
- 全領域限流ヒューズ
  - ヒューズ単独で使用できる。
- バックアップ限流ヒューズ
  - トリップ付高圧負荷開閉器と協調を取って使用。
- 非限流ヒューズ
- スローブローヒューズ
  - モーターの起動時など瞬間的な大電力使用では溶断しないが、定格電流を超えて一定時間以上使用されると溶断する。
- ヒュージブルリンク
  - 電源付近に用いる電線で、過電流によって電線が溶断することで回路全体を保護する。

## ヒューズボックス

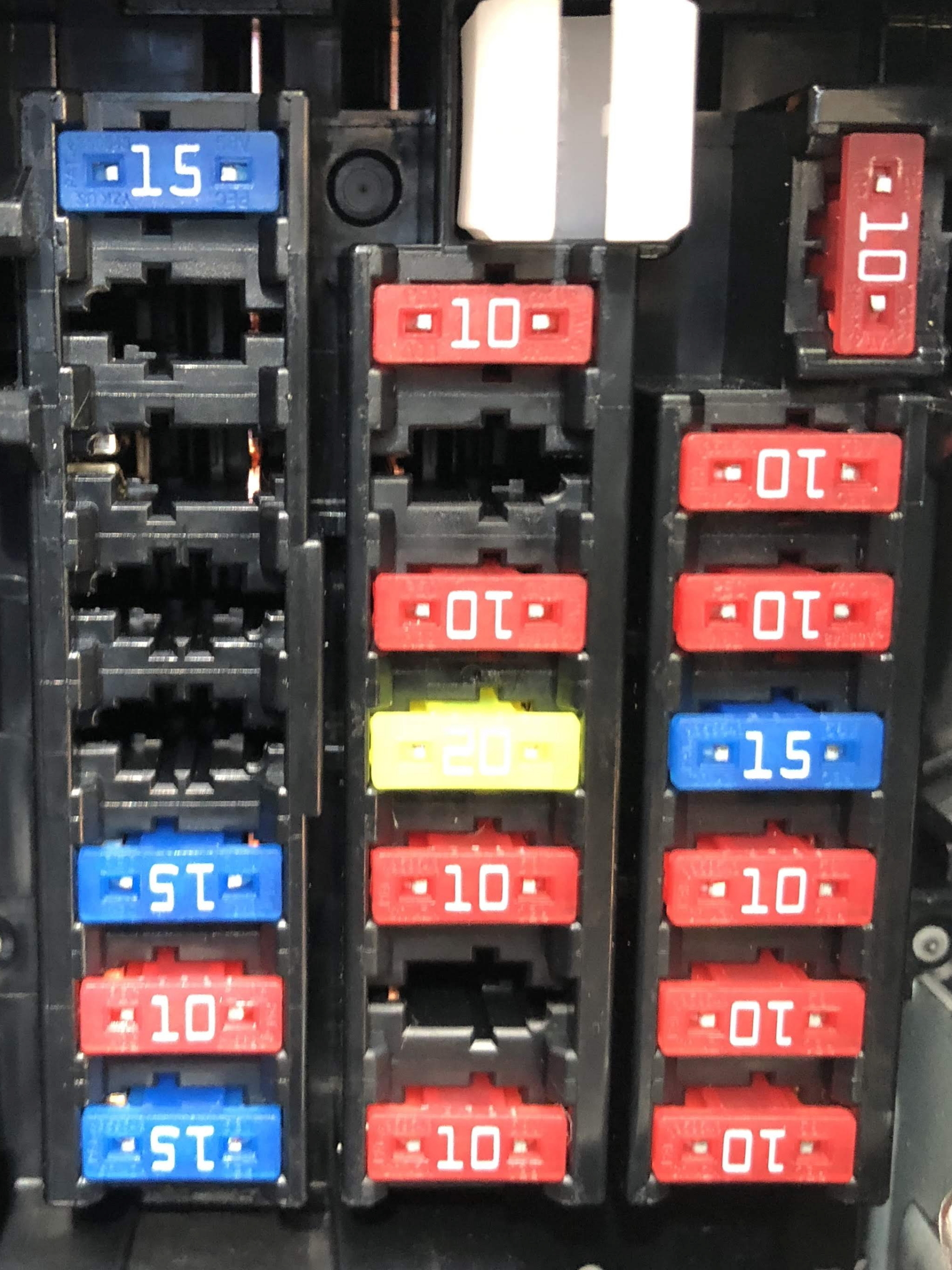
自動車用ヒューズボックスの一例
中央列の一番上の白いものはヒューズの抜き取り用の器具

自動車等において使用されるヒューズは、ヒューズボックスにまとめて設置されることが多い。設置場所は主にエンジンルーム内、運転席側または助手席側付近にあり、使用箇所に応じて数か所に分かれて設置される。電流が流れることで当然ながらある程度は発熱することや、特にエンジンルーム内に設置されている場合はエンジンからの排熱に晒されることなどから、通常では設計上負荷に対して余裕のあるアンペア数のものを設定されていても経年劣化で切れてしまうこともあるため、古い車両のレストアなどにおいてはリフレッシュの一貫として全交換されることもある。
ヒューズ番号、ヒューズ名称、アンペア数、使用箇所等はヒューズボックスの蓋または取扱説明書に記載されている。使用箇所はヘッドライト、フォグライト、方向指示灯、制動灯、尾灯、番号灯、車幅灯、室内灯、後退灯、メーター照明、オーディオ照明、スイッチ照明、エアコン照明、パワーウインド、エアコン、エアバック、ドアロック、エンジンコントロール、燃料ポンプ、スターター、シフトロックコントロール、メーター、オーディオ、時計、
ミラー、ワイパー、ウォッシャー 、シガーソケット、ヒーター、アクセサリー等がある。

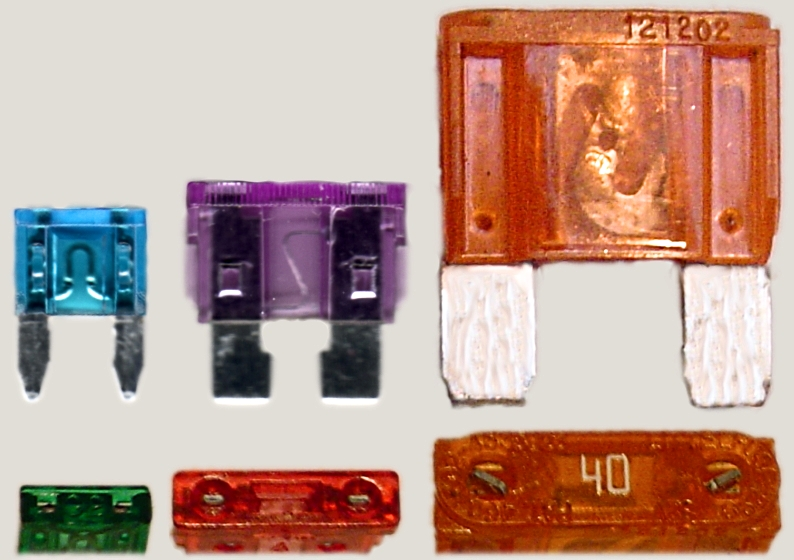
ブレード型ヒューズ

かつては家庭用電気機器と同様にガラス管ヒューズが用いられていたが、電子機器類の増加とともに樹脂モールドされたISO規格のブレード型ヒューズに移行している。
ブレード型ヒューズは標準型のほか、小型化が図られたマイクロ型、マイクロ型からターミナルを除去した寸法の低背型が規格化されているが、後付の電装品ではガラス管ヒューズが用いられるケースも見られる。
また、ブレード型ヒューズやスローブローヒューズは樹脂部分の色が規格で決まっており、色を見ればアンペア数がわかるようになっている。
| アンペア値 | 1A | 2A | 3A | 4A | 5A   | 7.5A | 10A | 15A | 20A | 25A | 30A | 40A |
| 樹脂色     | 黒 | 灰 | 紫 | 桃 | 黄褐 | 茶   | 赤  | 青  | 黄  | 白  | 緑  | 橙  |

| アンペア値 | 15A | 20A  | 25A | 30A | 40A | 50A | 60A | 70A | 80A | 100A | 120A | 140A |
| 樹脂色     | 灰  | 淡青 | 白  | 桃  | 緑  | 赤  | 黄  | 茶  | 黒  | 青   | 白   | 赤茶 |

## パターンヒューズ
プリント配線板上の銅箔に通電を行い銅箔の温度をCuの融点以上の温度に上昇させ溶断させることにより、ヒューズとして機能させることが可能である。プリント配線板上の銅箔に対する溶断現象は、導体抵抗の通電による発熱とプリント配線板の熱容量及び熱伝導より、下記式で溶断特性の近似計算が可能であることが日産自動車の堀川らによって示された。
{\displaystyle t={\frac {C}{W-Q}}\cdot \Delta T}
ここで式中の記号を下記に示す。
{\displaystyle t}：溶断時間
{\displaystyle \Delta T}：通電開始温度と導体融点温度の差
{\displaystyle W}：通電による導体抵抗の発熱量
{\displaystyle Q}：プリント配線板の放熱量
{\displaystyle C}：正味の熱容量
この式よりW-Qがゼロとなる条件がパターンヒューズにおける定格であり、Wは発熱部位のCu溶断温度における抵抗率を用いて近似的に求める事ができる事が文献中に示されている。